# Viburnum oliganthum
Viburnum oliganthum är en desmeknoppsväxtart som beskrevs av Alexander Feodorowicz Batalin. Viburnum oliganthum ingår i släktet olvonsläktet, och familjen desmeknoppsväxter. Inga underarter finns listade i Catalogue of Life.